# Jos Gamuela Ngamunguela
Jos Gamuela Ngamunguela, (14 oktober 1998) is een Belgisch atleet, die gespecialiseerd is in het hoogspringen. 

## Biografie
Gamuela Ngamunguela won in 2024 een zilveren medaille in het hoogspringen tijdens de Belgische indoorkampioenschappen in Louvain-la-Neuve. 
Hij is lid van de Royal Excelsior Sports Club  (RESC) in Brussel.

## Persoonlijke records
Outdoor
| Onderdeel    | Prestatie | Datum      | Plaats   |
| ------------ | --------- | ---------- | -------- |
| hoogspringen | 2,11 m    | 1 mei 2023 | Oordegem |

Indoor
| Onderdeel    | Prestatie | Datum           | Plaats           |
| ------------ | --------- | --------------- | ---------------- |
| hoogspringen | 2,10 m    | 27 januari 2024 | Louvain-la-Neuve |

## Palmares
hoogspringen
- 2024:  BK indoor AC – 2,07 m
- 2025:  BK indoor AC – 2,00 m